# Radioplane Q-1
El Radioplane Q-1 fue un blanco aéreo no tripulado estadounidense, desarrollado a principios de los años 50 para la Fuerza Aérea de los Estados Unidos por la Radioplane Company. Propulsado originalmente por un motor pulsorreactor, y más tarde desarrollado como avión mejorado propulsado por turborreactor, el Q-1 no se ganó el favor de la USAF. Sin embargo, el avión proporcionó las base del misil antirradiación GAM-67 Crossbow.

## Diseño y desarrollo
Poco después de su formación en 1948, la Fuerza Aérea de los Estados Unidos emitió una especificación por un nuevo modelo de blanco aéreo de alta velocidad. Requiriéndose que fuese a reacción para un entrenamiento más realista, el contrato para el desarrollo del dron fue concedido a la Radioplane Company, más tarde una división de Northrop.
Propulsado por un único pulsorreactor Giannini PJ39, el dron, al que se le dio la designación RP-26 por la compañía y XQ-1 por la USAF, era un avión de ala alta de lanzamiento mediante trineo cohete. Equipado originalmente con un único y gran estabilizador vertical, el diseño fue modificado a una configuración de cola doble para proporcionar espacio de separación adicional a su avión lanzador. La recuperación, tras la finalización del vuelo del dron, se realizaba mediante paracaídas.

## Historia operacional
El primer vuelo del prototipo del XQ-1 se realizó en 1950; se construyeron 28 aviones del modelo. Aunque el avión demostró ser satisfactorio en su mayor parte, la sedienta naturaleza del pulsorreactor limitaba la autonomía del dron a unos escasos 60 minutos. En un intento de aumentar el potencial tiempo de vuelo del avión, un XQ-1 fue remotorizado con un turborreactor Continental YJ69 que reemplazaba al pulsorreactor, convirtiéndose en el XQ-1A; sin embargo, se determinó que se necesitaban más mejoras, y se acometió un importante rediseño del modelo.
Conocido por la compañía como RP-50 y designado por la USAF como YQ-1B, el revisado dron voló por primera vez durante 1953, siendo evaluado por la USAF más tarde aquel año. Usando el motor YJ69, la toma de aire del reactor fue recolocada en el morro del avión, mientras que la estructura fue modificada para aumentar la aerodinámica. El lanzamiento desde trineo cohete fue abandonado en favor del lanzamiento aéreo, siendo al avión lanzador más común el Douglas DB-26.
Se construyeron seis YQ-1B para evaluación; demostraron estar libres de problemas, pero no se acometió ninguna orden de producción. En su lugar, el dron competidor Ryan Q-2 fue seleccionado para el servicio operacional; como resultado, el programa del Q-1 fue finalizado. Sin embargo, la estructura del YQ-1B fue usada por Radioplane como el comienzo del desarrollo de un nuevo misil antirradiación, que sería probado por la USAF como GAM-67 Crossbow.

## Variantes
XQ-1 (RP-26)
Prototipo inicial propulsado por pulsorreactor con cola simple; más tarde reequipado con colas dobles, 28 construidos.
XQ-1A
Versión propulsada por turborreactor. Uno modificado desde XQ-1.
YQ-1B (RP-50)
Versión definitiva propulsada por turborreactor, seis construidos.
XQ-3
Variante planeada para ser construida de fibra de vidrio, no construida.

## Operadores
Estados Unidos
- Fuerza Aérea de los Estados Unidos

## Especificaciones (YQ-1B)
Referencia datos: Parsch 2003

### Características generales
- Tripulación: Ninguno
- Longitud: 5,6 m (18,3 ft)
- Envergadura: 4,4 m (14,4 ft)
- Altura: 1,4 m (4,4 ft)
- Peso máximo al despegue: 816 kg (1798,5 lb)
- Planta motriz: 1× turborreactor Continental YJ69-T-3.
  - Empuje normal: 3,9 kN (398 kgf; 877 lbf) de empuje.

### Rendimiento
- Velocidad máxima operativa (Vno): 555 km/h (345 MPH; 300 kt)

## Aeronaves relacionadas

### Desarrollos relacionados
- GAM-67 Crossbow

### Aeronaves similares
- Globe KD2G Firefly
- Ryan Firebee

### Secuencias de designación
- Secuencia RP-_ (interna de Radioplane): ← RP-15 - RP-18 - RP-19 - RP-26 - RP-50 - RP-61 - RP-62 - RP-63 →
- Secuencia Q-_ (Aeronaves no tripuladas de la USAF, 1948-1962): Q-1 - Q-2 - Q-3 - Q-4 - Q-5 - Q-6